# 钟道然
钟道然（1990年7月23日—），北京市海淀区人，2009年入读于中国人民大学经济学院，2012年出版书籍《我不原谅》。

## 生平
钟道然早年就读于人大附中，2009年就读于中国人民大学经济学院。2012年，钟道然出版书籍《我不原谅》，希望改变中国教育的现状，尽自己的力量推动中国教育的变革。

## 作品
《我不原谅》，三联书店，ISBN 9787108039675

## 思想观点

### 教育的真正内涵
钟道然：“教育，应是像卢梭阐释的那样，‘其目的，是让人成为天性所造就的人’，是像马斯洛说的那样，‘帮助人达到他能够达到的最佳状态。’中国的学生在学校能达到的最佳状态，就是在教室里看着老师发呆，盯着黑板狂抄笔记，然后晚上跳入题海绞尽脑汁苦熬。中国的学生，是背书做题造就的，是考试卷子造就的，是《五年模拟三年高考》造就的，是一道道题的标准答案造就的，但绝对不是天性造就的。”

## 作品风格
钟道然的书籍剖析了中国教育现状，指出其缺乏独立精神，又分析了中国教育的行业性，指出中国教育的实质是“人才”制造业。钟道然深受柏拉图、卢梭、梭罗、王尔德、马斯洛等西方思想家的影响，提倡中国学生应有而未得到的权利，号召青年学生改变现状，在精神上觉醒，也委婉地呼吁政府对教育界进行改革，唤醒麻木的政府和人民。

## 评价
- 学者易中天：“只有实现‘每个人的自由发展’，才能最终实现‘一切人的自由发展’。别忘了，一切人的自由发展，才是教育的终极目标，更是人类社会的终极目标。这个目标，是马克思和恩格斯在《共产党宣言》中提出的。我相信教育当局，也会跟我们一样完全同意。”，“最需要‘以人为本’的领域，却最不拿人当人，这真是一个奇迹！”[4][2]

- 学者刘道玉：“钟道然作为在读的大学生，能够有如此深刻的见解，实属难得。我衷心地祝贺他成为杰出的人才。一个人能否成才，不决定于名校和名师，而是决定于自己，每个学生都要掌握自学的方法，把握住自己的命运。”[2]